# Wilf Waters
Wilfrid „Wilf” Waters (ur. 4 stycznia 1923 w Wandsworth, zm. 1 kwietnia 2006 w Surrey) – brytyjski kolarz torowy, brązowy medalista olimpijski.

## Kariera
Największe sukcesy w karierze Wilf Waters osiągnął w 1948 roku, kiedy wspólnie z Thomasem Godwinem, Alanem Geldardem i Davidem Rickettsem zdobył brązowy medal w drużynowym wyścigu na dochodzenie podczas igrzysk olimpijskich w Londynie. Był to jedyny medal wywalczony przez Watersa na międzynarodowej imprezie tej rangi oraz jego jedyny start olimpijski. Nigdy nie zdobył medalu na torowych mistrzostwach świata.